# Léïa Ratahiry
Léïa Ratahiry, née le 27 septembre 2002 à Saint-Martin-d'Hères (Isère), est une joueuse internationale française de volley-ball évoluant au poste de réceptionneuse-attaquante aux Neptunes de Nantes, en Ligue A.
Elle mesure 1,77 m et joue pour l'équipe de France depuis 2021.

## Biographie

### Jeunesse et formation
Originaire de l'Isère, elle commence la pratique du volley-ball dans la commune du Touvet, à l'âge de 10 ans, au sein du club nouvellement créé par son père dans le courant de l'année 2012. Auparavant joueuse de handball, elle est convaincue par ce dernier — qui est aussi son entraîneur — à s'engager dans cette voie. Pratiquant d'abord la discipline en loisir, elle est rapidement repérée par l'US Saint-Égrève où elle continue son apprentissage avec d'autres ambitions. Deux ans plus tard, elle rejoint le Grenoble VUC, club plus structuré lui permettant d'évoluer de la division Régionale jusqu'à la Nationale 3. En 2018, en parallèle à celui-ci, elle intègre l'Institut fédéral de volley-ball de Toulouse où elle effectue quelques apparitions avec l'équipe 1 lors de sa première année, avant d'y être pleinement intégrer et de devenir la capitaine de l'équipe évoluant en Ligue A,. Sa cousine Lilou Ratahiry — née en 2004 —, en est également pensionnaire.

### Carrière en club
Après quatre années passées au sein de la structure fédérale, elle signe en 2022 son premier contrat professionnel en faveur des Neptunes de Nantes. Le 25 novembre 2023, elle se blesse gravement au genou gauche (rupture des ligaments croisés) lors d'un match de Ligue AF face à Marcq-en-Barœul. Le club nantais officialise le forfait de la joueuse jusqu'à la fin de la saison. Dans un rôle de doublure, elle termine l'exercice 2024-2025 en étant vice-championne de France de Saforelle Power 6. Lors de la finale retour des play-offs face à Levallois Paris, elle effectue une bonne rentrée à partir de la fin du 1er set, en remplacement d'Halimatou Bah, blessée pour le reste du match,.

### En sélection nationale
En mai 2021, elle débute en équipe de France à 18 ans seulement, dans un match face à Israël disputée en Hongrie et qualificatif pour le Championnat d'Europe 2021 où les Bleues s'imposent 3 sets à 0,. Trois mois plus tard, elle dispute sa première grande compétition internationale lors de l'Euro 2021 alors qu'elle n'a pas le statut professionnel, comme trois autres joueuses : Bah, Defraeye et Respaut,. Durant le tournoi, les Françaises réalisent l'exploit d'atteindre les quarts de finale, constituant une première depuis 2013. Neuf mois plus tard, elle fait partie de l'équipe qui remporte la Ligue européenne 2022, représentant le premier titre de l'histoire de la sélection. Remplaçante durant la compétition, elle se distingue le jour de la finale face à la Tchéquie — victoire 3 sets à 0 (25-22, 27-25, 25-14) —, en effectuant une entrée remarquée, qui stabilise le secteur de la réception, et en réussissant plusieurs attaques tout en toucher, notamment sur celle concluant le 1er set.

## Clubs
- Neptunes de Nantes (2022–)

## Palmarès

### En sélection nationale
- Ligue européenne (1) : 
  -  Vainqueur en 2022.

- Tournoi de France (amical) : 
  - Finaliste en 2022.

### En club
- Championnat de France :
  - Finaliste en 2024, 2025.

- Coupe de France :
  - Finaliste en 2025.

- Supercoupe de France (1) :
  - Vainqueur en 2024.

- Challenge Cup :
  - Finaliste en 2024.

## Autres activités
Léïa Ratahiry fut également une joueuse de beach-volley participant à des compétitions dans différentes catégories jeunes.